# Gleditsiabladgalmug
De gleditsiabladgalmug (Dasineura gleditchiae) is een muggensoort uit de familie van de galmuggen (Cecidomyiidae). De wetenschappelijke naam van de soort is voor het eerst geldig gepubliceerd in 1866 door Osten Sacken.